# 长老会神学大学
長老會神學大學（韓國漢字：长老会神学大学校，韓文：장로회신학대학교，簡稱长神大）是位於大韓民國首爾（首爾市廣津區 广장路5街25-1）的長老宗神學院。

## 歷史
1901年，美国傳教士塞繆爾·奥斯汀·莫菲特（Samuel Austin Moffett）在平壤的私宅創辦平壤神學校，並成為首任校長。
設立後，長老會公義會正式承認平壤聯合神學校的名稱。1907年，第一屆的7位学生（吉善宙牧師、邦基昌牧師等），並擔任朝鮮基督教長老會初期的牧師。1925年第二任校長就職。
在日本帝国時代，日本朝鮮總督府強迫朝鮮人對日本神社進行參拜，平壤神學校拒絕參拜，遭到統治當局的嚴重打壓，於1930年代被迫閉校。參拜神社的反對者被日本當局關入監獄，部分人士死於獄中，包括殉教者朱基徹牧師。
1940年一名牧師在首爾仁寺洞設立朝鮮神學院（朝鮮漢字：朝鮮神學校）（現在韓神大學）。
1945年日本於二次大戰戰敗，不久後朝鮮民主主義人民共和國建立，打壓宗教活動，朝鮮人民軍逮捕並處決了第4代、5代、6代校長，平壤神學校關閉至今。
1948年第7代校長朴亨龍牧師在首爾設立長老會神學校（今长老会神学大学，而總神大學繼承平壤神學校）。
大韓民國文教部在1961年批准後，1966年設立研究所。

## 系所

### 大学
- 神學系（신학과）
- 基督教教育系（기독교교육과）
- 教會音樂學系 （교회음악학과）

### 研究所
- 神學科（신학과）
- 基督教教育科（기독교교육과）
- 神学科 博士課程（신학과 박사과정）
- 教會音樂科 （교회음악과）
- 牧會專門大學院（목회전문대학원）
- 特殊研究所：세계선교대학원,교역대학원
- 教育大學院（교육대학원）
- 教会音乐大學院（교회음악대학원）

## 参見
- 平壤神學校

## 外部連結
- http://www.pcts.ac.kr/int_1_22.html （页面存档备份，存于）
- https://web.archive.org/web/20160305182321/http://www.pyschool.co.kr/subpage_01.htm